# Campeonato Paraguaio de Futebol de 1966
O Campeonato Paraguaio de Futebol de 1966 foi o quinquagésimo sexto torneio desta competição. Participaram nove equipes. O campeão e o vice do torneio representaria o Paraguai na Copa Libertadores da América de 1967
| Equipe                    | Cidade      | Departamento     | No ano anterior                                                      | Estádio | Capacidade | Títulos                                | Participações |
| ------------------------- | ----------- | ---------------- | -------------------------------------------------------------------- | ------- | ---------- | -------------------------------------- | ------------- |
| Club Cerro Porteño        | Assunção    | Distrito Capital | Terceiro Lugar                                                       | --      | --         | 13 (último em 1963)                    | 50            |
| Club Guaraní              | Assunção    | Distrito Capital | Vice Campeão                                                         | --      | --         | 6 (1906,1907, 1921, 1923, 1949, 1964)  | 55            |
| Club Nacional             | Assunção    | Distrito Capital | Lugar                                                                | --      | --         | 6 (1909, 1911, 1924, 1926, 1942, 1946) | 56            |
| Club Olimpia              | Assunção    | Distrito Capital | Campeão                                                              | --      | --         | 20 (último em 1965)                    | 56            |
| Club Libertad             | Assunção    | Distrito Capital | Lugar                                                                | --      | --         | 6 (1910, 1920, 1930,1943, 1945, 1955 ) | 52            |
| Club River Plate          | Assunção    | Distrito Capital | Lugar                                                                | --      | --         | 0 (não possui)                         | 48            |
| Club Presidente Hayes     | Assunção    | Distrito Capital | Lugar                                                                | --      | --         | 1 (1952)                               | 41            |
| Club Sportivo San Lorenzo | San Lorenzo | Central          | Lugar                                                                | --      | --         | 0 (não possui)                         | 11            |
| Club Rubio Ñu             | Assunção    | Distrito Capital | Lugar                                                                | --      | --         | 0 (não possui)                         | 4             |
| Sol de América            | Assunção    | Distrito Capital | Campeão do Campeonato Paraguaio de Futebol de 1965 - Segunda Divisão | --      | --         | 0 (não possui)                         | 52            |

## Premiação
| Campeonato Paraguaio 1966 Primeira Divisão |
| Assunção                                   |
| ------------------------------------------ |
| Club Cerro Porteño Campeão (14º título)    |